# Kadampa

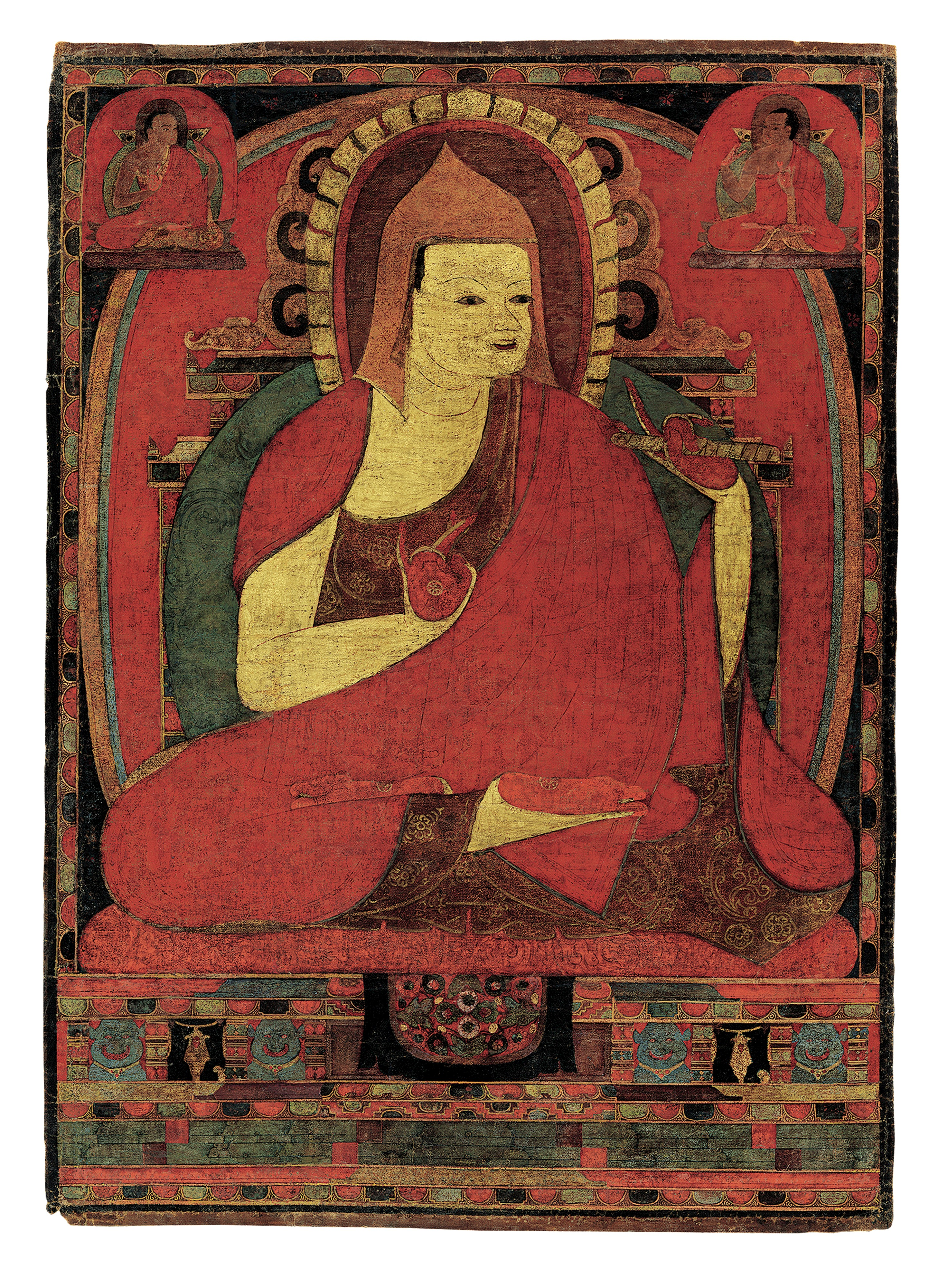
Atíša

Kadampa (tibetsky བཀའ་གདམས་པ་, ve Wylieho transkipci Bka'-gdams-pa) je první historicky doložená škola tibetského buddhismu.

## Vznik
Kadampa vznikla někdy v polovině 11. století a založil ji Atíšův žák Domtön Gjalwä Džugnä. Své hlavní poslání po úpadku buddhismu v Tibetu v 10. století spatřovala v zajištění správného výkladu dharmy. Celibát, důsledné odříkání se opojných látek, omezení nebo i zákaz cestování a přijímání peněz byly požadavky, na nichž škola trvala a jež do té doby nebyly obecně respektovány.

## Učení
Nejznámější a nejdůležitější učení školy se nazývá lodžong, jež představuje speciální metodu dosahování bódhičitty. Dnes sice škola Kadampa jako taková neexistuje, ale její učení a tradice převzala škola Gelugpa. Dva nejznámější texty kadampovské školy jsou Čištění mysli v osmiverších a Sedmero významů čištění mysli. Nejen ve svých výkladech se zaměřuje především na ideál bódhisattvy.